# Ischnoptera josephina
Ischnoptera josephina är en kackerlacksart som beskrevs av Giglio-Tos 1898. Ischnoptera josephina ingår i släktet Ischnoptera och familjen småkackerlackor.
Artens utbredningsområde är Ecuador. Inga underarter finns listade i Catalogue of Life.